# Averrhoidium dalyi
Averrhoidium dalyi là một loài thực vật có hoa trong họ Bồ hòn. Loài này được Acev.-Rodr. & Ferrucci mô tả khoa học đầu tiên năm 2002.